# Basahon
Basahon es un despoblado español del municipio de Ablitas, perteneciente a la Comunidad Foral de Navarra.

## Toponimia
El lugar puede aparecer referido con las grafías «Basahon» y «Basaon».

## Historia
Aparece descrito en el cuarto volumen del Diccionario geográfico-estadístico-histórico de España y sus posesiones de Ultramar de Pascual Madoz con las siguientes palabras:

BASAON: desp. en la prov. de Navarra, merind. y part. jud. de Tudela; se ignora el parage que ocupó, y época de su desaparicion; únicamente consta su existencia en los fueros que en 1117 dió á Tudela el rey. D. Alonso el Batallador.
(Madoz, 1846, p. 64)